# 帕克縣 (德克薩斯州)
帕克縣（英語：Parker County）位美国德克萨斯州中北部的一個縣，面積2,357平方公里。根据2020年美國人口普查，共有人口14萬8,222人。縣治韋瑟福德（Weatherford）。該縣成立於1855年12月12日，縣政府成立於1856年3月11日；縣名可能源自是曾任德克萨斯共和国國會議員和德克萨斯州议会議員的艾薩克·帕克（Isaac Parker），或者是被科曼奇人俘虜的辛婔婭·帕克的一家。